# Springfield (Oregon)

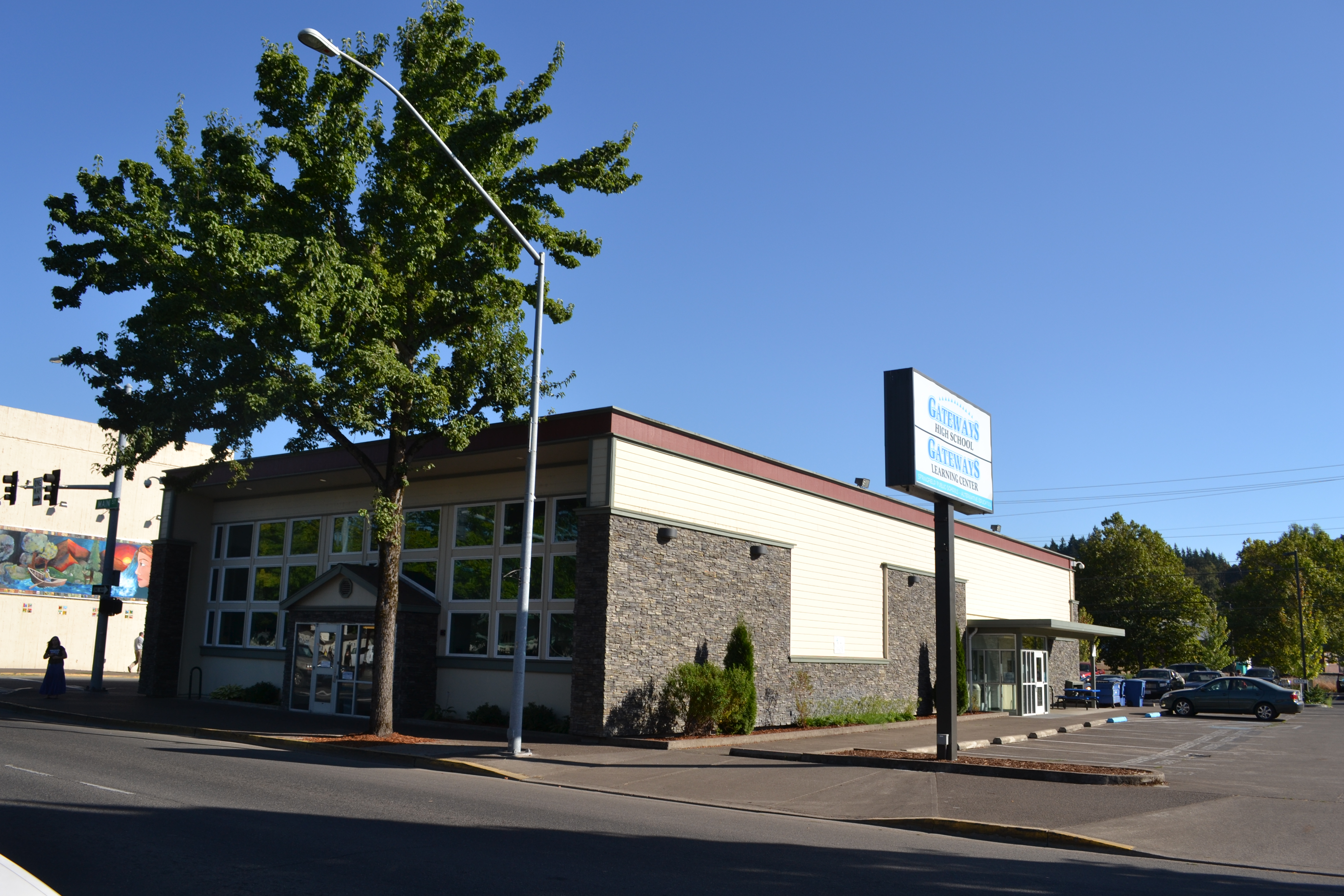
Die Gateways High School in Springfield

Springfield ist eine Stadt im Westen des US-Bundesstaats Oregon mit 61.851 Einwohnern (Stand: Volkszählung 2020). Die Stadt liegt an der Interstate 5 und bildet mit der Nachbarstadt Eugene eine Metropolregion im Lane County. 

## Allgemeines
Als erste Einwohner Springfields werden Mitglieder einer Familie Briggs genannt, die sich 1848 auf dem Gebiet niederließen. Die Siedlung wurde 1885 zur Stadt erklärt und nach einer nahen Quelle benannt. Jahrzehntelang dominierte die Bauholzindustrie in Springfield, bis Anfang der 1990er die Gesundheitsbranche die Stadt als Standort entdeckte. Die Einwohnerzahl ist innerhalb von Jahrzehnten stark angestiegen; wohnten 1950 knapp 11.000 Menschen in Springfield, waren es 2020 über 60.000.
Am 21. Mai 1998 ereignete sich der Amoklauf an der Thurston High School in Springfield. 

## Persönlichkeiten
- Peter DeFazio (* 1947), Politiker, lebt in Springfield
- Bill Dellinger (1934–2025), Leichtathlet
- Ken Kesey (1935–2001), Schriftsteller und Künstler
- Eric Millegan (* 1974), Schauspieler
- Jimmy Patton (1931–1989), Country- und Rockabilly-Musiker
- Robert W. Straub (1920–2002), 31. Gouverneur des Bundesstaates Oregon; starb hier
- Theodore Sturgeon (1918–1985), Science-Fiction-Autor